# Campeonato Brasileño de Fútbol 1977
El Campeonato Brasileño de Serie A 1977, fue la 22ª edición del Campeonato Brasileño de Serie A. El torneo se extendió desde el 15 de octubre de 1977 hasta el 5 de marzo del año siguiente. El club São Paulo FC ganó el campeonato, el primer título a nivel nacional del club.
Para esta edición del torneo se aumentó en 8 el número de clubes, llegando estos a 62 participantes.
Curiosamente, el vicecampeón Atlético Mineiro terminó de forma invicta el campeonato y finalizó el torneo con diez puntos de ventaja sobre el equipo campeón São Paulo. Otra curiosidad fue que el Botafogo, quinto lugar en la clasificación final, también terminó el campeonato sin derrotas.

## Sistema de competición
Primera fase: Los 62 clubes participantes son divididos en seis grupos, con cada club disputando una ronda única contra sus rivales de zona. Clasifican los 5 primeros de cada grupo, los equipos restantes disputan una reclasificación.
Segunda fase: Los 30 clubes antes clasificados se dividen en seis grupos de cinco equipos cada uno, clasificando los tres primeros de cada grupo a tercera fase.
Repesca: Los 32 clubes no clasificados de la primera fase fueron divididos en seis grupos, clasificando para la tercera fase el primero de cada zona.
Tercera fase: Cuatro grupos de seis clubes cada uno, el primer clasificado de cada grupo avanza a la fase final.
Fase final: Semifinales y final a partido único, la condición de local la ejerce el cuadro con mejor rendimiento en el torneo, en caso de empate este favorece igualmente al cuadro con mayor puntuación a lo largo del campeonato.

## Primera fase
- Clasifican los 5 primeros de cada grupo a Segunda fase, los equipos restantes disputan una reclasificación.

### Grupo A
| Pos | Equipo         | Pts | PJ | PG | PE | PP | GF | GC | Dif |
| --- | -------------- | --- | -- | -- | -- | -- | -- | -- | --- |
| 1.  | Internacional  | 18  | 9  | 6  | 2  | 1  | 15 | 5  | +10 |
| 2.  | Grêmio         | 17  | 9  | 5  | 2  | 2  | 21 | 8  | +13 |
| 3.  | Grêmio Maringá | 13  | 9  | 5  | 1  | 3  | 11 | 9  | +2  |
| 4.  | Operário-MS    | 13  | 9  | 4  | 3  | 2  | 13 | 9  | +4  |
| 5.  | Joinville      | 11  | 9  | 4  | 2  | 3  | 11 | 14 | -3  |
| 6.  | Avaí           | 9   | 9  | 3  | 1  | 5  | 8  | 8  | 0   |
| 7.  | Juventude      | 8   | 9  | 3  | 2  | 4  | 6  | 8  | -2  |
| 8.  | Coritiba       | 8   | 9  | 3  | 2  | 4  | 9  | 15 | -6  |
| 9.  | Caxias         | 7   | 9  | 1  | 5  | 3  | 7  | 10 | -3  |
| 10. | Dom Bosco      | 2   | 9  | 0  | 2  | 7  | 11 | 26 | -15 |

### Grupo B
| Pos | Equipo            | Pts | PJ | PG | PE | PP | GF | GC | Dif |
| --- | ----------------- | --- | -- | -- | -- | -- | -- | -- | --- |
| 1.  | Palmeiras         | 20  | 9  | 7  | 2  | 0  | 16 | 5  | +11 |
| 2.  | São Paulo         | 18  | 9  | 6  | 2  | 1  | 14 | 3  | +11 |
| 3.  | Santa Cruz Recife | 13  | 9  | 4  | 3  | 2  | 16 | 6  | +10 |
| 4.  | XV de Piracicaba  | 12  | 9  | 2  | 7  | 0  | 6  | 3  | +3  |
| 5.  | CSA Alagoas       | 11  | 9  | 3  | 3  | 3  | 8  | 7  | +1  |
| 6.  | CRB Alagoas       | 9   | 9  | 3  | 1  | 5  | 12 | 19 | -7  |
| 7.  | Sport Recife      | 7   | 9  | 1  | 4  | 4  | 11 | 16 | -5  |
| 8.  | Náutico Recife    | 6   | 9  | 2  | 2  | 5  | 7  | 11 | -4  |
| 9.  | Treze             | 6   | 9  | 1  | 4  | 4  | 6  | 17 | -11 |
| 10. | Botafogo-PB       | 4   | 9  | 1  | 2  | 6  | 3  | 12 | -9  |

### Grupo C
| Pos | Equipo              | Pts | PJ | PG | PE | PP | GF | GC | Dif |
| --- | ------------------- | --- | -- | -- | -- | -- | -- | -- | --- |
| 1.  | Ponte Preta         | 20  | 10 | 7  | 2  | 1  | 18 | 5  | +13 |
| 2.  | Portuguesa          | 17  | 10 | 6  | 2  | 2  | 12 | 5  | +7  |
| 3.  | Corinthians         | 16  | 10 | 5  | 3  | 2  | 13 | 5  | +8  |
| 4.  | Guarani de Campinas | 15  | 10 | 5  | 2  | 3  | 12 | 6  | +6  |
| 5.  | ABC Natal           | 13  | 10 | 4  | 3  | 3  | 11 | 8  | +3  |
| 6.  | Ceará               | 10  | 10 | 4  | 1  | 5  | 10 | 11 | -1  |
| 7.  | América de Natal    | 10  | 10 | 3  | 3  | 4  | 10 | 15 | -5  |
| 8.  | River-PI            | 9   | 10 | 2  | 4  | 4  | 12 | 17 | -5  |
| 9.  | Sampaio Corrêa      | 9   | 10 | 2  | 4  | 4  | 6  | 11 | -5  |
| 10. | Fortaleza           | 6   | 10 | 2  | 2  | 6  | 8  | 15 | -7  |
| 11. | Flamengo-PI         | 4   | 10 | 1  | 2  | 7  | 6  | 20 | -14 |

### Grupo D
| Pos | Equipo              | Pts | PJ | PG | PE | PP | GF | GC | Dif |
| --- | ------------------- | --- | -- | -- | -- | -- | -- | -- | --- |
| 1.  | Botafogo            | 19  | 9  | 6  | 3  | 0  | 15 | 3  | +12 |
| 2.  | Vasco da Gama       | 18  | 9  | 6  | 2  | 1  | 14 | 3  | +11 |
| 3.  | Goytacaz            | 14  | 9  | 4  | 4  | 1  | 14 | 8  | +6  |
| 4.  | Brasília            | 11  | 9  | 5  | 1  | 3  | 8  | 8  | 0   |
| 5.  | Americano           | 10  | 9  | 3  | 3  | 3  | 8  | 13 | -5  |
| 6.  | Goiás               | 10  | 9  | 2  | 5  | 2  | 9  | 10 | -1  |
| 7.  | Atlético Paranaense | 9   | 9  | 2  | 3  | 4  | 10 | 12 | -2  |
| 8.  | Londrina            | 8   | 9  | 2  | 3  | 4  | 12 | 16 | -4  |
| 9.  | Goiânia             | 5   | 9  | 1  | 3  | 5  | 9  | 17 | -8  |
| 10. | Vila Nova           | 3   | 9  | 0  | 3  | 6  | 5  | 14 | -9  |

### Grupo E
| Pos | Equipo                 | Pts | PJ | PG | PE | PP | GF | GC | Dif |
| --- | ---------------------- | --- | -- | -- | -- | -- | -- | -- | --- |
| 1.  | Flamengo               | 21  | 10 | 6  | 3  | 1  | 25 | 6  | +19 |
| 2.  | Fluminense             | 17  | 10 | 7  | 1  | 2  | 20 | 6  | +14 |
| 3.  | Confiança              | 16  | 10 | 6  | 2  | 2  | 15 | 11 | +4  |
| 4.  | Bahia                  | 16  | 10 | 5  | 3  | 2  | 17 | 5  | +12 |
| 5   | América-RJ             | 15  | 10 | 5  | 4  | 1  | 12 | 7  | +5  |
| 6.  | Desportiva Ferroviária | 13  | 10 | 5  | 1  | 4  | 12 | 15 | -3  |
| 7.  | Vitória-ES             | 9   | 10 | 3  | 2  | 5  | 9  | 25 | -16 |
| 8.  | Volta Redonda          | 9   | 10 | 2  | 4  | 4  | 10 | 11 | -1  |
| 9.  | Vitória Bahia          | 6   | 10 | 1  | 3  | 6  | 6  | 15 | -9  |
| 10. | Sergipe                | 4   | 10 | 2  | 0  | 8  | 7  | 19 | -12 |
| 11. | Fluminense de Feira    | 3   | 10 | 0  | 3  | 7  | 4  | 17 | -13 |

### Grupo F
| Pos | Equipo                  | Pts | PJ | PG | PE | PP | GF | GC | Dif |
| --- | ----------------------- | --- | -- | -- | -- | -- | -- | -- | --- |
| 1.  | Atlético Mineiro        | 25  | 9  | 8  | 1  | 0  | 26 | 8  | +18 |
| 2.  | Cruzeiro                | 15  | 9  | 4  | 3  | 2  | 15 | 9  | +6  |
| 3.  | Botafogo Ribeirao Preto | 14  | 9  | 6  | 0  | 3  | 19 | 11 | +8  |
| 4.  | Remo                    | 13  | 9  | 4  | 2  | 3  | 14 | 10 | +4  |
| 5.  | Santos                  | 13  | 9  | 4  | 1  | 4  | 13 | 12 | +1  |
| 6.  | Uberaba                 | 11  | 9  | 3  | 3  | 3  | 10 | 8  | +2  |
| 7.  | Paysandu                | 9   | 9  | 3  | 2  | 4  | 12 | 19 | -7  |
| 8.  | Nacional-AM             | 8   | 9  | 3  | 1  | 5  | 7  | 16 | -9  |
| 9.  | América-MG              | 5   | 9  | 1  | 2  | 6  | 8  | 15 | -7  |
| 10. | Fast Clube              | 4   | 9  | 1  | 1  | 7  | 10 | 26 | -16 |

## Segunda Fase
- Clasifican los 3 primeros de los grupos G, H, I, J, K, L a Segunda fase, más los equipos vencedores de los grupos de reclasificación.

### Grupo G
| Pos | Equipo        | Pts | PJ | PG | PE | PP | GF | GC | Dif |
| --- | ------------- | --- | -- | -- | -- | -- | -- | -- | --- |
| 1.  | Corinthians   | 9   | 4  | 3  | 1  | 0  | 8  | 0  | +8  |
| 2.  | São Paulo     | 7   | 4  | 2  | 1  | 1  | 9  | 3  | +6  |
| 3.  | América-RJ    | 5   | 4  | 1  | 3  | 0  | 3  | 2  | +1  |
| 4.  | Internacional | 4   | 4  | 1  | 1  | 2  | 7  | 5  | +2  |
| 5.  | Brasília      | 0   | 4  | 0  | 0  | 4  | 2  | 19 | -17 |

### Grupo H
| Pos | Equipo     | Pts | PJ | PG | PE | PP | GF | GC | Dif |
| --- | ---------- | --- | -- | -- | -- | -- | -- | -- | --- |
| 1.  | Palmeiras  | 8   | 4  | 3  | 1  | 0  | 7  | 3  | +4  |
| 2.  | Bahia      | 8   | 4  | 3  | 0  | 1  | 5  | 1  | +4  |
| 3.  | Santos     | 4   | 4  | 1  | 2  | 1  | 3  | 3  | 0   |
| 4.  | Goytacaz   | 3   | 4  | 1  | 1  | 2  | 2  | 5  | -3  |
| 5.  | Portuguesa | 0   | 4  | 0  | 0  | 4  | 2  | 7  | -5  |

### Grupo I
| Pos | Equipo        | Pts | PJ | PG | PE | PP | GF | GC | Dif |
| --- | ------------- | --- | -- | -- | -- | -- | -- | -- | --- |
| 1.  | Ponte Preta   | 7   | 4  | 2  | 1  | 1  | 5  | 1  | +4  |
| 2.  | Vasco da Gama | 6   | 4  | 2  | 2  | 0  | 3  | 1  | +2  |
| 3.  | Remo          | 4   | 4  | 2  | 0  | 2  | 3  | 3  | 0   |
| 4.  | Joinville     | 4   | 4  | 1  | 1  | 2  | 4  | 4  | 0   |
| 5.  | Confiança     | 2   | 4  | 1  | 0  | 3  | 2  | 8  | -6  |

### Grupo J
| Pos | Equipo                  | Pts | PJ | PG | PE | PP | GF | GC | Dif |
| --- | ----------------------- | --- | -- | -- | -- | -- | -- | -- | --- |
| 1.  | Botafogo                | 7   | 4  | 2  | 2  | 0  | 7  | 4  | +3  |
| 2.  | Operário-MS             | 7   | 4  | 2  | 2  | 0  | 5  | 2  | +3  |
| 3.  | Botafogo Ribeirao Preto | 4   | 4  | 0  | 4  | 0  | 4  | 4  | 0   |
| 4.  | Fluminense              | 3   | 4  | 1  | 1  | 2  | 3  | 4  | -1  |
| 5.  | CSA Alagoas             | 1   | 4  | 0  | 1  | 3  | 4  | 9  | -5  |

### Grupo K
| Pos | Equipo           | Pts | PJ | PG | PE | PP | GF | GC | Dif |
| --- | ---------------- | --- | -- | -- | -- | -- | -- | -- | --- |
| 1.  | Flamengo         | 7   | 4  | 3  | 0  | 1  | 5  | 2  | +3  |
| 2.  | XV de Piracicaba | 5   | 4  | 2  | 0  | 2  | 4  | 3  | +1  |
| 3.  | Cruzeiro         | 5   | 5  | 1  | 2  | 1  | 5  | 5  | 0   |
| 4.  | Grêmio Maringá   | 4   | 4  | 1  | 1  | 2  | 3  | 4  | -1  |
| 5.  | ABC Natal        | 3   | 4  | 1  | 1  | 2  | 3  | 6  | -3  |

### Grupo L
| Pos | Equipo              | Pts | PJ | PG | PE | PP | GF | GC | Dif |
| --- | ------------------- | --- | -- | -- | -- | -- | -- | -- | --- |
| 1.  | Atlético Mineiro    | 11  | 4  | 4  | 0  | 0  | 9  | 2  | +7  |
| 2.  | Santa Cruz Recife   | 7   | 4  | 3  | 0  | 1  | 8  | 5  | +3  |
| 3.  | Grêmio              | 4   | 4  | 1  | 1  | 2  | 5  | 6  | -1  |
| 4.  | Guarani de Campinas | 3   | 4  | 1  | 0  | 3  | 6  | 4  | +2  |
| 5.  | Americano           | 0   | 4  | 0  | 0  | 4  | 0  | 11 | -11 |

### Grupo M - Reclasificación
| Pos | Equipo    | Pts | PJ | PG | PE | PP | GF | GC | Dif |
| --- | --------- | --- | -- | -- | -- | -- | -- | -- | --- |
| 1.  | Caxias    | 7   | 4  | 2  | 2  | 0  | 9  | 4  | +5  |
| 2.  | Juventude | 6   | 4  | 2  | 1  | 1  | 6  | 3  | +3  |
| 3.  | Avaí      | 4   | 4  | 2  | 0  | 2  | 6  | 9  | -3  |
| 4.  | Coritiba  | 3   | 4  | 1  | 0  | 3  | 7  | 8  | -1  |
| 5.  | Dom Bosco | 3   | 4  | 1  | 1  | 2  | 2  | 6  | -4  |

### Grupo N - Reclasificación
| Pos | Equipo         | Pts | PJ | PG | PE | PP | GF | GC | Dif |
| --- | -------------- | --- | -- | -- | -- | -- | -- | -- | --- |
| 1.  | Sport Recife   | 10  | 4  | 4  | 0  | 0  | 9  | 1  | +8  |
| 2.  | Náutico Recife | 5   | 4  | 2  | 0  | 2  | 8  | 5  | +3  |
| 3.  | CRB Alagoas    | 4   | 4  | 1  | 1  | 2  | 4  | 3  | +1  |
| 4.  | Botafogo-PB    | 3   | 4  | 1  | 0  | 3  | 6  | 10 | -4  |
| 5.  | Treze          | 3   | 4  | 1  | 1  | 2  | 3  | 11 | -8  |

### Grupo O - Reclasificación
| Pos | Equipo           | Pts | PJ | PG | PE | PP | GF | GC | Dif |
| --- | ---------------- | --- | -- | -- | -- | -- | -- | -- | --- |
| 1.  | América de Natal | 11  | 5  | 3  | 2  | 0  | 11 | 2  | +9  |
| 2.  | Ceará            | 7   | 5  | 2  | 2  | 1  | 6  | 4  | +2  |
| 3.  | River-PI         | 5   | 5  | 2  | 1  | 2  | 6  | 12 | -6  |
| 4.  | Sampaio Corrêa   | 5   | 5  | 1  | 2  | 2  | 9  | 9  | 0   |
| 5.  | Fortaleza        | 4   | 5  | 1  | 1  | 3  | 4  | 6  | -2  |
| 6.  | Flamengo-PI      | 4   | 4  | 0  | 4  | 1  | 2  | 5  | -3  |

### Grupo P - Reclasificación
| Pos | Equipo              | Pts | PJ | PG | PE | PP | GF | GC | Dif |
| --- | ------------------- | --- | -- | -- | -- | -- | -- | -- | --- |
| 1.  | Londrina            | 7   | 4  | 3  | 0  | 1  | 9  | 5  | +4  |
| 2.  | Goiás               | 6   | 4  | 2  | 1  | 1  | 10 | 7  | +3  |
| 3.  | Atlético Paranaense | 4   | 4  | 1  | 2  | 1  | 9  | 9  | 0   |
| 4.  | Vila Nova           | 4   | 4  | 1  | 1  | 2  | 6  | 6  | 0   |
| 5.  | Goiânia             | 2   | 4  | 1  | 0  | 3  | 5  | 12 | -7  |

### Grupo Q - Reclasificación
| Pos | Equipo                        | Pts | PJ | PG | PE | PP | GF | GC | Dif |
| --- | ----------------------------- | --- | -- | -- | -- | -- | -- | -- | --- |
| 1.  | Vitória Bahia (Descalificado) | 9   | 5  | 3  | 1  | 1  | 8  | 5  | +3  |
| 2.  | Desportiva Ferroviária        | 7   | 5  | 2  | 2  | 1  | 6  | 5  | +1  |
| 3.  | Volta Redonda                 | 7   | 5  | 2  | 2  | 1  | 7  | 5  | +2  |
| 4.  | Vitória-ES                    | 4   | 5  | 2  | 1  | 2  | 4  | 5  | -1  |
| 5.  | Fluminense de Feira           | 4   | 5  | 1  | 2  | 2  | 2  | 4  | -2  |
| 5.  | Sergipe                       | 2   | 5  | 0  | 2  | 3  | 5  | 8  | -3  |

### Grupo R - Reclasificación
| Pos | Equipo      | Pts | PJ | PG | PE | PP | GF | GC | Dif |
| --- | ----------- | --- | -- | -- | -- | -- | -- | -- | --- |
| 1.  | Fast Clube  | 7   | 4  | 3  | 0  | 1  | 6  | 3  | +3  |
| 2.  | América-MG  | 7   | 4  | 3  | 0  | 1  | 5  | 3  | +2  |
| 3.  | Uberaba     | 6   | 4  | 2  | 1  | 1  | 5  | 3  | +2  |
| 4.  | Paysandu    | 2   | 4  | 0  | 2  | 2  | 5  | 8  | -3  |
| 5.  | Nacional-AM | 1   | 4  | 0  | 1  | 3  | 2  | 6  | -4  |

## Tercera Fase
- Clasifican los primeros de cada grupo a la Fase final.

### Grupo S
| Pos | Equipo        | Pts | PJ | PG | PE | PP | GF | GC | Dif |
| --- | ------------- | --- | -- | -- | -- | -- | -- | -- | --- |
| 1.  | Londrina      | 12  | 5  | 5  | 0  | 0  | 8  | 1  | +7  |
| 2   | Vasco da Gama | 7   | 5  | 2  | 2  | 1  | 6  | 3  | +3  |
| 3   | Corinthians   | 6   | 5  | 2  | 2  | 1  | 3  | 2  | +1  |
| 4   | Santos        | 3   | 5  | 0  | 3  | 2  | 5  | 7  | -2  |
| 5   | Flamengo      | 3   | 5  | 0  | 3  | 2  | 1  | 3  | -2  |
| 6   | Caxias        | 2   | 5  | 0  | 2  | 3  | 5  | 12 | -7  |

### Grupo T
| Pos | Equipo           | Pts | PJ | PG | PE | PP | GF | GC | Dif |
| --- | ---------------- | --- | -- | -- | -- | -- | -- | -- | --- |
| 1.  | Atlético Mineiro | 11  | 5  | 4  | 1  | 0  | 14 | 2  | +12 |
| 2   | Botafogo         | 11  | 5  | 3  | 2  | 0  | 8  | 1  | +7  |
| 3   | Bahia            | 6   | 5  | 1  | 3  | 1  | 4  | 6  | -2  |
| 4   | Cruzeiro         | 4   | 5  | 1  | 2  | 2  | 10 | 12 | -3  |
| 5   | América de Natal | 3   | 5  | 0  | 3  | 2  | 2  | 10 | -8  |
| 6   | Fast Clube       | 1   | 5  | 0  | 1  | 4  | 6  | 12 | -6  |

### Grupo U
| Pos | Equipo                  | Pts | PJ | PG | PE | PP | GF | GC | Dif |
| --- | ----------------------- | --- | -- | -- | -- | -- | -- | -- | --- |
| 1.  | São Paulo               | 11  | 5  | 4  | 0  | 1  | 14 | 8  | +6  |
| 2   | Grêmio                  | 7   | 5  | 3  | 1  | 1  | 5  | 4  | +1  |
| 3   | Botafogo Ribeirao Preto | 6   | 5  | 2  | 2  | 1  | 5  | 6  | -1  |
| 4   | Ponte Preta             | 5   | 5  | 2  | 0  | 3  | 6  | 6  | 0   |
| 5   | Sport Recife            | 4   | 5  | 2  | 0  | 3  | 6  | 7  | -1  |
| 6   | XV de Piracicaba        | 1   | 5  | 0  | 1  | 4  | 2  | 7  | -5  |

### Grupo V
| Pos | Equipo                 | Pts | PJ | PG | PE | PP | GF | GC | Dif |
| --- | ---------------------- | --- | -- | -- | -- | -- | -- | -- | --- |
| 1.  | Operário-MS            | 10  | 5  | 3  | 1  | 1  | 9  | 2  | +7  |
| 2   | Santa Cruz             | 10  | 5  | 3  | 2  | 0  | 9  | 4  | +5  |
| 3   | Remo                   | 8   | 5  | 2  | 2  | 1  | 9  | 5  | +4  |
| 4   | Palmeiras              | 6   | 5  | 2  | 0  | 3  | 10 | 10 | 0   |
| 5   | América-RJ             | 3   | 5  | 0  | 3  | 2  | 4  | 10 | -6  |
| 6   | Desportiva Ferroviária | 2   | 5  | 0  | 2  | 3  | 3  | 13 | -10 |

## Fase Final
|  | Semifinal        | Semifinal        | Semifinal | Semifinal | Semifinal |       |                  | Final            | Final | Final | Final | Final |
|  |                  |                  |           |           |           |       |                  |                  |       |       |       |       |
|  | Atlético Mineiro | Atlético Mineiro | 4         | 2         | 6         |       |                  |                  |       |       |       |       |
|  | Londrina         | Londrina         | 2         | 2         | 4         |       |                  |                  |       |       |       |       |
|  |                  |                  |           |           |           |       | Atlético Mineiro | Atlético Mineiro |       |       | 0 (2) |       |
|  |                  | São Paulo        | São Paulo |           |           | 0 (3) |                  |                  |       |       |       |       |
|  | São Paulo        | São Paulo        | 3         | 0         | 3         |       |                  |                  |       |       |       |       |
|  | Operário-MS      | Operário-MS      | 0         | 1         | 1         |       |                  |                  |       |       |       |       |

### Semifinales
| 26 de febrero de 1978 | Atlético Mineiro                    | 4 – 2 | Londrina                                | Estadio Mineirão, Belo Horizonte,                                   |                                                                     |
|                       | Ziza 18' · Reinaldo 31', 65', 90+3' |       | Brandão 57' · Carlos Alberto Garcia 73' | Asistencia: 96,404 espectadores Árbitro(s): Ayrton Vieira de Moraes | Asistencia: 96,404 espectadores Árbitro(s): Ayrton Vieira de Moraes |

| 1 de marzo de 1978 | Londrina                 | 2 – 2 | Atlético Mineiro                   | Estádio do Café, Londrina,                                   |                                                              |
|                    | Brandão 43' · Ademar 46' |       | Caio Cambalhota 17' · Serginho 34' | Asistencia: 38,440 espectadores Árbitro(s): Valquir Pimentel | Asistencia: 38,440 espectadores Árbitro(s): Valquir Pimentel |

| 26 de febrero de 1978 | São Paulo                              | 3 – 0 | Operário-MS | Estadio Morumbi, São Paulo,                                      |                                                                  |
|                       | Serginho Chulapa 32', 90+3' · Neca 87' |       |             | Asistencia: 103,092 espectadores Árbitro(s): José Roberto Wright | Asistencia: 103,092 espectadores Árbitro(s): José Roberto Wright |

| 1 de marzo de 1978 | Operário-MS      | 1 – 0 | São Paulo | Estadio Morenão, Campo Grande,                                         |                                                                        |
|                    | Tadeu Santos 79' |       |           | Asistencia: 20,161 espectadores Árbitro(s): Luís Carlos Félix Ferreira | Asistencia: 20,161 espectadores Árbitro(s): Luís Carlos Félix Ferreira |

### Final
| 5 de marzo de 1978 | Atlético Mineiro | 0 – 0 (2-3 pen.) | São Paulo | Estadio Mineirão, Belo Horizonte,                                 |  |
|                    |                  |                  |           | Asistencia: 102,974 espectadores Árbitro(s): Arnaldo Cézar Coelho |  |

- São Paulo FC y Atlético Mineiro, campeón y subcampeón respectivamente, clasifican a Copa Libertadores 1978.

|                                  |
| Bandera del estado de São Paulo  |
| Campeón São Paulo FC 1.er título |

## Posiciones finales
- Dos puntos por victoria.
| Pos | Equipo                 | Pts | PJ | PG | PE | PP | GF | GC | Dif |
| --- | ---------------------- | --- | -- | -- | -- | -- | -- | -- | --- |
| 1.  | São Paulo              | 39  | 21 | 13 | 4  | 4  | 40 | 15 | +25 |
| 2.  | Atlético Mineiro       | 49  | 21 | 17 | 4  | 0  | 55 | 16 | +39 |
| 3.  | Operário-MS            | 32  | 20 | 10 | 6  | 4  | 28 | 16 | +12 |
| 4.  | Londrina               | 28  | 20 | 10 | 4  | 6  | 33 | 28 | +5  |
| 5.  | Botafogo               | 37  | 18 | 11 | 7  | 0  | 30 | 8  | +22 |
| 6.  | Palmeiras              | 34  | 18 | 12 | 3  | 3  | 33 | 18 | +15 |
| 7.  | Ponte Preta            | 32  | 19 | 11 | 3  | 5  | 29 | 12 | +17 |
| 8.  | Corinthians            | 31  | 19 | 10 | 6  | 3  | 24 | 7  | +17 |
| 9.  | Flamengo               | 31  | 19 | 9  | 6  | 4  | 31 | 11 | +20 |
| 10. | Santa Cruz Recife      | 30  | 18 | 10 | 5  | 3  | 33 | 15 | +18 |
| 11. | Bahia                  | 30  | 19 | 9  | 6  | 4  | 26 | 12 | +14 |
| 12. | Vasco da Gama          | 29  | 18 | 8  | 8  | 2  | 26 | 10 | +16 |
| 13. | Grêmio                 | 28  | 18 | 9  | 4  | 5  | 31 | 18 | +13 |
| 14. | Remo                   | 25  | 18 | 8  | 4  | 6  | 26 | 18 | +8  |
| 15. | Botafogo-SP            | 24  | 18 | 8  | 6  | 4  | 28 | 21 | +7  |
| 16. | Cruzeiro               | 24  | 18 | 6  | 7  | 5  | 30 | 27 | +3  |
| 17. | América de Natal       | 24  | 20 | 6  | 8  | 6  | 23 | 27 | -4  |
| 18. | América-RJ             | 23  | 19 | 6  | 10 | 3  | 19 | 19 | 0   |
| 19. | Desportiva Ferroviária | 22  | 20 | 7  | 5  | 8  | 21 | 33 | -12 |
| 20. | Sport Recife           | 21  | 18 | 7  | 4  | 7  | 26 | 24 | +2  |
| 21. | Santos                 | 20  | 18 | 5  | 6  | 7  | 21 | 22 | -1  |
| 22. | XV de Piracicaba       | 18  | 18 | 4  | 8  | 6  | 12 | 13 | -1  |
| 23. | Caxias                 | 16  | 18 | 3  | 9  | 6  | 21 | 26 | -5  |
| 24. | Nacional Fast Clube    | 12  | 18 | 4  | 2  | 12 | 22 | 41 | -19 |
| 25. | Internacional          | 22  | 13 | 7  | 3  | 3  | 22 | 10 | +12 |
| 26. | Fluminense             | 20  | 14 | 8  | 2  | 4  | 23 | 10 | +13 |
| 27. | Confiança              | 18  | 14 | 7  | 2  | 5  | 17 | 19 | -2  |
| 28. | Guarani de Campinas    | 18  | 14 | 6  | 2  | 6  | 18 | 10 | +8  |
| 29. | Portuguesa             | 17  | 14 | 6  | 2  | 6  | 14 | 12 | +2  |
| 30. | Grêmio Maringá         | 17  | 13 | 6  | 2  | 5  | 14 | 13 | +1  |
| 31. | Goytacaz               | 17  | 13 | 5  | 5  | 3  | 16 | 13 | +3  |
| 32. | ABC Natal              | 16  | 14 | 5  | 4  | 5  | 14 | 14 | 0   |
| 33. | Joinville              | 15  | 13 | 5  | 3  | 5  | 15 | 18 | -3  |
| 34. | CSA Alagoas            | 12  | 13 | 3  | 4  | 6  | 12 | 16 | -4  |
| 35. | Brasília               | 11  | 13 | 5  | 1  | 7  | 10 | 27 | -17 |
| 36. | Americano              | 11  | 13 | 3  | 4  | 6  | 8  | 24 | -16 |
| 37. | Ceará                  | 17  | 15 | 6  | 3  | 6  | 16 | 15 | +1  |
| 38. | Uberaba                | 17  | 13 | 5  | 4  | 4  | 15 | 11 | +4  |
| 39. | Goiás                  | 16  | 13 | 4  | 6  | 3  | 19 | 17 | +2  |
| 40. | Volta Redonda          | 16  | 15 | 4  | 6  | 5  | 17 | 16 | +1  |
| 41. | Vitória Bahia          | 15  | 15 | 4  | 4  | 7  | 14 | 20 | -6  |
| 42. | Juventude              | 14  | 13 | 5  | 3  | 5  | 12 | 11 | +1  |
| 43. | Vitória-ES             | 14  | 15 | 5  | 3  | 7  | 13 | 30 | -17 |
| 44. | River Piauí            | 14  | 15 | 4  | 5  | 6  | 18 | 29 | -11 |
| 45. | Sampaio Corrêa         | 14  | 15 | 3  | 6  | 6  | 15 | 20 | -5  |
| 46. | Avaí                   | 13  | 13 | 5  | 1  | 7  | 14 | 17 | -3  |
| 47. | CRB Alagoas            | 13  | 13 | 4  | 2  | 7  | 16 | 22 | -6  |
| 48. | Atlético Paranaense    | 13  | 13 | 3  | 5  | 5  | 19 | 21 | -2  |
| 49. | América Mineiro        | 12  | 13 | 4  | 2  | 7  | 13 | 18 | -5  |
| 50. | Coritiba               | 11  | 13 | 4  | 2  | 7  | 16 | 23 | -7  |
| 51. | Náutico Recife         | 11  | 13 | 4  | 2  | 7  | 15 | 16 | -1  |
| 52. | Paysandu               | 11  | 13 | 3  | 4  | 6  | 17 | 27 | -10 |
| 53. | Fortaleza              | 10  | 15 | 3  | 3  | 9  | 12 | 21 | -9  |
| 54. | Nacional-AM            | 9   | 13 | 3  | 2  | 8  | 9  | 22 | -13 |
| 55. | Treze                  | 9   | 13 | 2  | 5  | 6  | 9  | 28 | -19 |
| 56. | Flamengo Piauí         | 8   | 15 | 1  | 6  | 8  | 8  | 25 | -14 |
| 57. | Botafogo-PB            | 7   | 13 | 2  | 2  | 9  | 9  | 22 | -13 |
| 58. | Goiânia                | 7   | 13 | 2  | 3  | 8  | 14 | 29 | -15 |
| 59. | Vila Nova              | 7   | 13 | 1  | 4  | 8  | 11 | 20 | -9  |
| 60. | Fluminense de Feira    | 7   | 15 | 1  | 5  | 9  | 6  | 21 | -15 |
| 61. | Sergipe                | 6   | 15 | 2  | 2  | 11 | 12 | 27 | -15 |
| 62. | Dom Bosco-MT           | 5   | 13 | 1  | 3  | 9  | 13 | 32 | -19 |

## Goleadores
| Pos. | Jugador          | Club             | Goles |
| ---- | ---------------- | ---------------- | ----- |
| 1    | Reinaldo         | Atlético Mineiro | 28    |
| 2    | Serginho Chulapa | Sao Paulo        | 18    |
| 3    | Nunes            | Santa Cruz       | 14    |
| 4    | Bira             | Remo             | 12    |
| 4    | Brandão          | Londrina         | 12    |
| 4    | Jorge Mendonça   | Palmeiras        | 12    |
| 7    | Fumanchu         | Santa Cruz       | 10    |
| 7    | Mendonça         | Botafogo         | 10    |
| 7    | Toninho Quintino | Palmeiras        | 10    |
| 7    | Zico             | Flamengo         | 10    |